# Kamin (Bergsport)

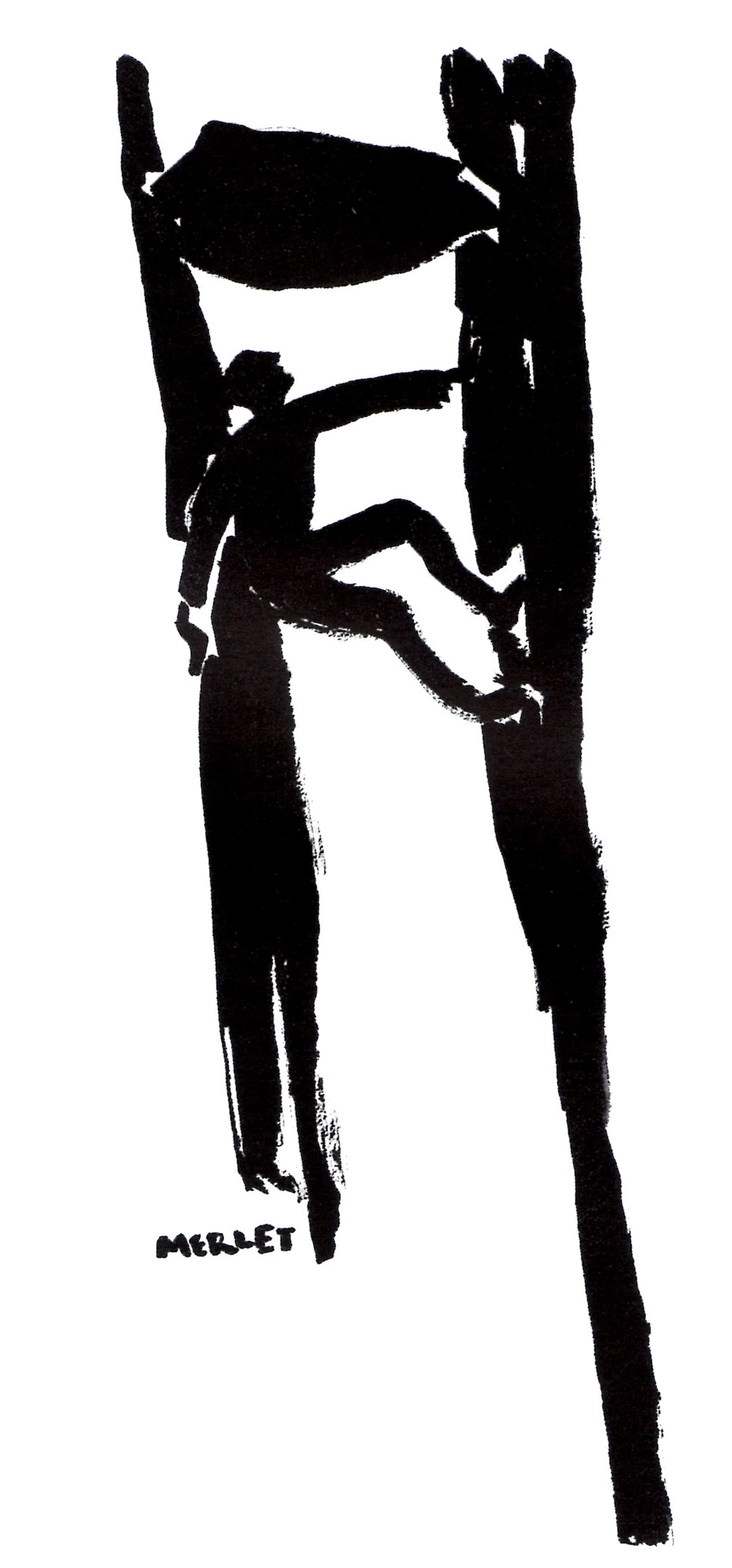
Klettern in einem Stemmkamin. Zeichnung von Erwin Merlet

Ein Kamin ist beim Klettern eine mehr oder weniger senkrecht nach oben verlaufende Spalte im Fels. Der Kamin ermöglicht es dem Bergsteiger beim Freiklettern, sich mittels gespreizter Beine oder auch durch Einspreizen des ganzen Körpers zwischen den Kaminwänden stückweise nach oben zu arbeiten.
Ein Kamin ist mindestens so breit, dass der gesamte Körper darin Platz hat. Schmalere Felsspalten bis zu einer Breite von ungefähr 0,4 Meter, in die nicht der ganze Körper hineinpasst, bezeichnet man als Risse und nicht mehr als Kamine.
Kamine werden über die Breite und die dadurch bedingten unterschiedlichen Klettertechniken eingeteilt:
| Bezeichnung | Breite              | Klettertechnik |
| ----------- | ------------------- | --- |
| Enger Kamin | weniger als 1 Meter | Diagonalstemme: An die vordere und die rückwärtige Kaminwand wird jeweils ein Fuß gestemmt und im Wechsel höhergestemmt. |
| Stemmkamin  | ca. 1 Meter         | Parallelstemme: Die Füße werden zusammen gegen eine Kaminwand gestemmt, der Rücken gegen die gegenüberliegende Wand. Abwechselnd wird zuerst ein Fuß nach dem anderen höher gesetzt und der Rücken höhergeschoben.               |
| Spreizkamin | über 1 Meter        | Verschneidungsklettern: Ein Fuß und eine Hand wird an die linke, der andere Fuß und die andere Hand an die rechte Wand des Kamins gespreizt. Im Wechsel werden Füße und Hände dann links und rechts an den Wänden höher gesetzt. |

Kamine und Risse spielten in der Entwicklung des Kletterns eine wichtige Rolle, da viele der ersten Klettertouren in der Frühphase des Klettersports in Kaminen erfolgten.
Siehe auch: Klettertechnik